# Списак познатијих аикидока

## Јапан
Чланови Уешиба породице
Друге познате аикидоке у Јапану
- Кенђи Шимизу

## Европа
- Christian Tissier, 8. дан, аикикаи
- 7.dan,aikikai

### Србија
- Љубомир Врачаревић, 10. дан, реални аикидо, соке - оснивач стила реални аикидо
- Ана Врачаревић, 8. дан, реални аикидо, прва жена са највишим звањем у аикидоу у Србији
- Братислав Стајић, 8. дан, реални аикидо, председник Српског аикидо савеза и оснивач Међународне аикидо академије
- Иво Јововић 7. дан, аикикаи, оснивач школе Моторју аикидоа
- Мирко Јовандић, 7. дан, аикикаи, пионир традиционалног аикидоа у СФРЈ, председник Аикидо савеза Србије
- Велибор Весовић 7. дан, аикикаи, председник Српске аикидо федерације
- Горан Штурановић, 6. дан, аикикаи, заменик председника ICU (енгл. International Combat Union)
- Саша Обрадовић, 6. дан, аикикаи, председник Аикидо федерације Србије - Аикикаи Србије
- Мире Злох, 6. дан, аикикаи
- Игор Страхинић, 6. дан, аикикаи
- Његош Ђаковић, 6. дан, аикикаи
- Јелена Врзић, 6. дан, аикикаи
- Мирко Мрђа, 5. дан, аикикаи
- Новак Јерков, 5. дан, аикикаи
- Бошко Јелић, 5. дан, аикикаи
- Александра Шутовић, 5. дан, аикикаи
- Един Бећковић, 5. дан, аикикаи
- Дејан Стаменковић, 5. дан, аикикаи
- Душко Кулачин, 5. дан, аикикаи

## Сједињене Америчке Државе
- Стивен Сигал, 7 дан, аикикаи
- Владимир Ђорђевић, 6. дан, реални аикидо